# أسلحة مستقلة
الأسلحة المستقلة هي أسلحة لديها القدرة على إنجاز أية مهمة مع تدخل
بشري محدود أو دون أي تدخل بشري. فهذه الأنظمة قادرة على الدفع الذاتي والتعامل المستقل مع البيئة
والاستجابة الحرة للبيئة.
وتتنوع الأسلحة المستقلة من أسلحة نصف آلية إلى أسلحة آلية كاملة تعتمد على مدى مشاركة 
الإنسان في قلب الأحداث. إضافة إلى ذلك، فهي تتنوع في درجة فتكها. وتعمل بعض الأسلحة باستقلالية كاملة
بطريقة غير فتاكة، مثل منصات المراقبة و الاستطلاع. لذلك، فإن
هذه الأنظمة لا توجد لديها قدرة على الاشتباك مع الأهداف دون الحصول على الموافقة أو السيطرة على مَن في قلب
الأحداث. رغم أنه في المستقبل ستكون تصميمات الأسلحة المستقلة قادرة على العمل والاشتباك مع الأهداف باستقلالية تامة دون الحصول على موافقة 
مَن في قلب الأحداث. وهناك أمثلة لـ مَركبات غير مأهولة للعمل تحت الماء تابعة لـ بحرية الولايات المتحدة قادرة على 
الاستقلال تحت الماء لإزالة الألغام؛ وهناك مركبة قتال جوي بلا طيار تابعة لـ القوات الجوية الأمريكية و
الذخائر الذكية المهاجمة الباحثة في ساحات واسعة عن الهدف ونظام القتال المستقبلي التابع لـ القوات البرية للولايات المتحدة;
والمَركبات البرية غير المأهولة للقتال التكتيكي التابعة لـ قوات مشاة بحرية الولايات المتحدة. 

## المخاطر
حملة ضد الأسلحة مستقلة
في عام 2009، حضر الأكاديميين والخبراء التقنيين مؤتمر لمناقشة الآثار المترتبة على إمكانية أن تصبح  الأسلحة و الالات الحربية قادرة على اتخاذ قراراتهم بأنفسهم، المعروف أيضا باسم اكتفاء التحكم الذاتي. 
وناقشوا إمكانية وإلي أي مدى أجهزة الكمبيوتر والروبوتات قد تكون قادرة على الحصول على الاستقلالية، وإلى أي درجة يمكن أن تشكل تهديد أو خطر علي الإنسانية. 
وأشاروا إلى أن بعض الروبوتات اكتسبت مختلف أشكال شبه الحكم الذاتي، بما في ذلك التمكن من العثور على مصادر الطاقة من تلقاء نفسها والقدرة على الاختيار الأوتاماتيكي لأهدافها لتقوم بهجوم مسلح. ولاحظوا أيضا أن بعض فيروسات الكمبيوتر يمكنها التأثير عليها.
أعرب عدد من العلماء والمنظمات  عن مخاوفهم جراء تطوير الأسلحة المستقلة بصورة كاملة، حيث دعى بعضهم إلى فرض حظر على تطويرها واستخدامها.